# 范義
范義（？—947年），後蜀西水縣令。范義在廣政十年（即公元947年）八月過世，其子文通在范義過世後居喪以孝聞名。及後有盜賊劫取范義之墳墓，一群老虎將其驅逐，范文通就在服喪期間守護墳墓，在墓旁搭蓋的小屋居住，老虎見到之後就馴服地離開，之後范文通被賜羊酒束帛以表揚他的行為。